# چارلز روتشیلد
چارلز روتشیلد (انگلیسی: Charles Rothschild; ۹ مهٔ ۱۸۷۷ – ۱۲ اکتبر ۱۹۲۳) بانکدار و حشره‌شناس اهل پادشاهی متحد بریتانیای کبیر و ایرلند بود.
وی یک بانکدار انگلیسی و عضوی از خانواده روتشیلد بود. او به خاطر «فهرست روچیلد» به یاد آورده می‌شود، فهرستی که او در سال ۱۹۱۵ از ۲۸۴ مکان در سراسر بریتانیا که به نظر او برای ذخایر طبیعی مناسب بودند، تهیه کرد.